# Trigonidium kahua
Trigonidium kahua är en insektsart som beskrevs av Otte, D. 1994. Trigonidium kahua ingår i släktet Trigonidium och familjen syrsor. Inga underarter finns listade i Catalogue of Life.